# Борба (газета)
Газета «Борба» (дословно Борьба) — общественно-политическое издание, выпускавшееся Коммунистической партией Югославии в Загребе с 1922 года. Газета была запрещена 13 января 1929 года после введения диктатуры в Королевстве Югославия, затем выходила подпольно, в том числе в партизанской Ужицкой республике.
После освобождения Белграда газета стала выходить ежедневным тиражом. В ней работали известные журналисты и литераторы Златко Шнайдер, Владимир Чопич, Иван Крндель, Огнен Прица, Йосип Краш, Веселин Маслеша, Мариян Стилинович, Пуниша Перович, Велько Влахович, Влайко Бегович, Лазар Мойсов, Мома Маркович, Владимир Дедийер и Здравко Чолич.
В 2008 году газета была приватизирована, а ещё через год прекратила своё существование.